# Labuszewo
Labuszewo [pronunciación en polaco: /labuˈʂɛvɔ/] (en alemán: Haasenberg) es un pueblo en el distrito administrativo de Gmina Biskupiec, dentro del Distrito de Olsztyn, Voivodato de Varmia y Masuria, en el norte de Polonia. Se encuentra aproximadamente 8 kilómetros al sur de Biskupiec y 31km al este de la capital regional, Olsztyn.
Hasta 1945, el área era parte de Alemania (Prusia Oriental).
El pueblo tiene una población de 349 habitantes.